# Фримовые
Фримовые (лат. Phrymaceae) — семейство цветковых растений порядка Ясноткоцветные (лат. Lamiales). По современной классификации APG IV по состоянию на июнь 2024 года включает 15 родов и 233 ботанических вида растений.

## Ботаническое описание

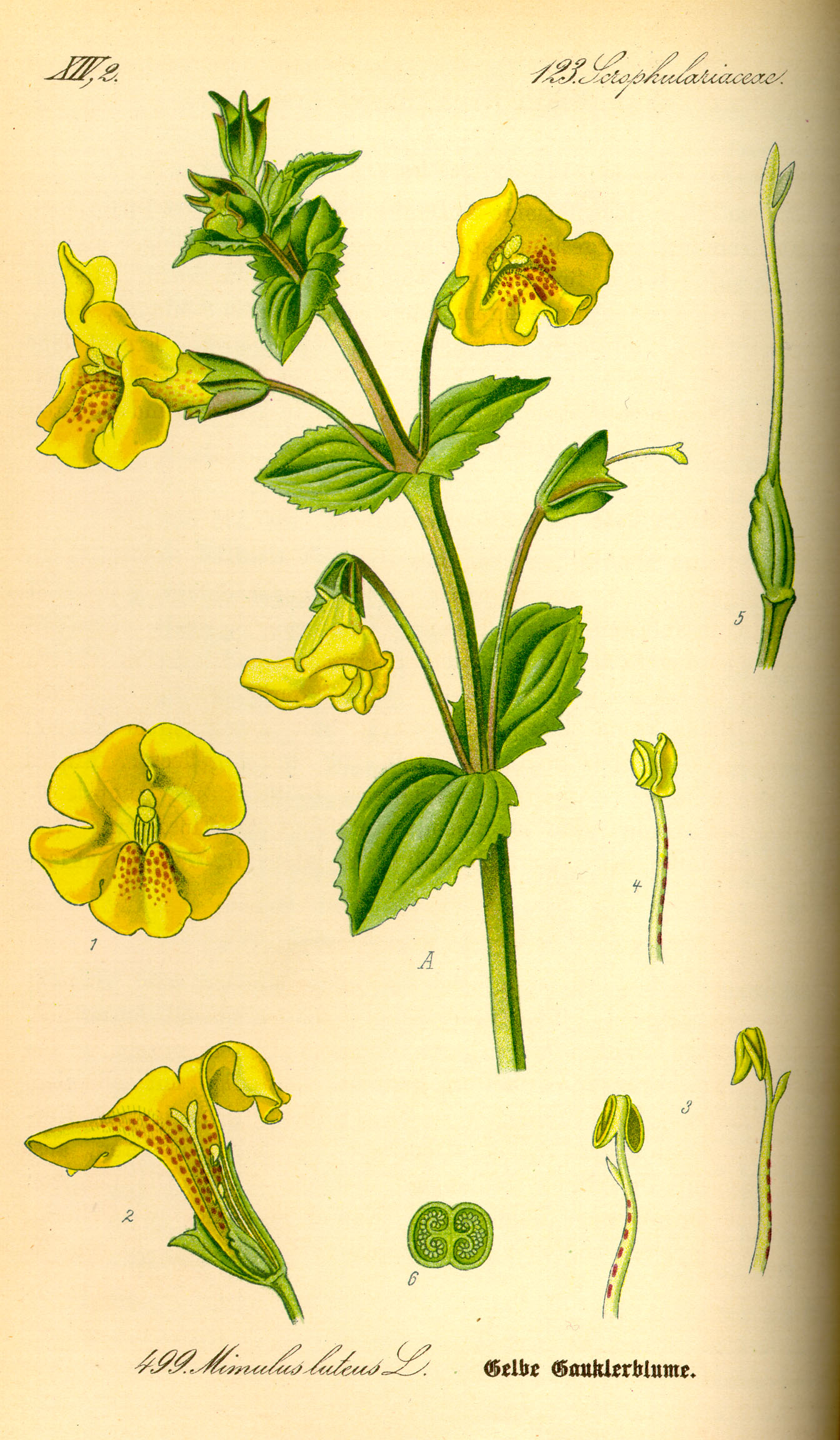
Внешний вид и строение цветка Mimulus guttatus

Большинство видов — однолетние и многолетние травянистые растения. Лишь несколько видов являются полукустарниками и имеют деревянистые стебли. Надземная часть может быть как голой, так и опушённой железистыми волосками. Листья супротивные.
Цветки могут быть как одиночными и располагаться пазушно или верхушечно, так и быть собранными в кистевидное соцветие. Двуполые актиноморфные или, что бывает чаще, зигоморфные цветки всегда пятичленные. Трубка чашечки зелёная. Лепестки срастаются и формируют колоколообразный венчик. Тычинок обычно 4, реже 2. Плодолистиков всегда 2, они срастаются, образуя верхнюю завязь. Рыльце двулопастное. Некоторые виды опыляются насекомыми, остальные — колибри.
Плод — коробочка с мелкими многочисленными семенами, но есть и исключения. К примеру, у Phryma leptostachya плод — семянка, а у Leucocarpus он ягодообразный.

## Распространение и экология
Семейство представлено более или менее по всему миру. Фримовые имеют 2 центра разнообразия: первый располагается в умеренной климатической зоне, а второй — в западной части Северной Америки и в Австралии. Во влажных тропиках обитают лишь несколько видов. Некоторые виды обнаружены также на востоке Северной Америки, в Южной Америке, Восточной и Южной Азии, Южной Африке. Два вида были искусственно акклиматизированы в Центральной Европе (неофиты).

## Классификация
Изначально семейство Фримовые считалось монотипным с единственным родом Phryma, распространённым в географическом регионе от востока Северной Америки до востока Китая. Кронквист отнёс этот род к семейству Вербеновые (лат. Verbenaceae).
В 2002 году были проведены новые исследования филогенетических родственных связей, в ходе которых было выяснено, что несколько родов семейства Норичниковые (лат. Scrophulariaceae) значительно ближе стоят к по-новому определённому и расширенному семейству Фримовые. Недавно было выдвинуто предположение о том, что род Rehmannia является близким родственником родов Mazus и Lancea, однако включение этого рода в семейство фримовые представлялось сомнительным.

### Таксономическое положение
- Phrymaceae Schauer, 1847, Prodr. 11: 520. 1847

Семейство Фримовые включается в порядок Ясноткоцветные (Lamiales), последовательно входящий в более крупные клады Ламииды → Астериды → Суперастериды → Эвдикоты → Цветковые растения. Таксономическая схема в соответствии с Системой APG IV по состоянию на июнь 2024 года:
|  |                          |  |                                   |                        |                    |  | еще 23 семейства |          |  |          |
|  |                          |  |                                   |                        |                    |  |                  |          |  |          |
|  |                          |  |                                   | порядок Ясноткоцветные |                    |  |                  |          |  |          |
|  |                          |  |                                   |                        |                    |  |                  |          |  | 233 вида |
|  | клада Цветковые растения |  |                                   |                        | семейство Фримовые |  |                  | 15 родов |  |          |
|  | клада Цветковые растения |  |                                   |                        |                    |  |                  | 15 родов |  |          |
|  |                          |  | ещё 63 порядка цветковых растений |                        |                    |  |                  |          |  |          |
|  |                          |  |                                   |                        |                    |  |                  |          |  |          |

### Роды
- Cyrtandromoea Zoll.
- Diplacus Nutt.
- Elacholoma F.Muell. & Tate
- Erythranthe Spach
- Erythranthe Spach — Эритранта
- Glossostigma Wight & Arn.
- Hemichaena Benth.
- Leucocarpus D.Don
- Microcarpaea R.Br.
- Mimetanthe Greene
- Mimulicalyx P.C.Tsoong
- Mimulus L. — Мимулюс, или Губастик
- Peplidium Delile
- Phryma L.
- Thyridia W.R.Barker & Beardsley
- Uvedalia R.Br.

Наиболее многочисленным родом семейства является род Губастик, или Мимулюс (лат. Mimulus). Он содержит более 120 видов.

## Фотогалерея

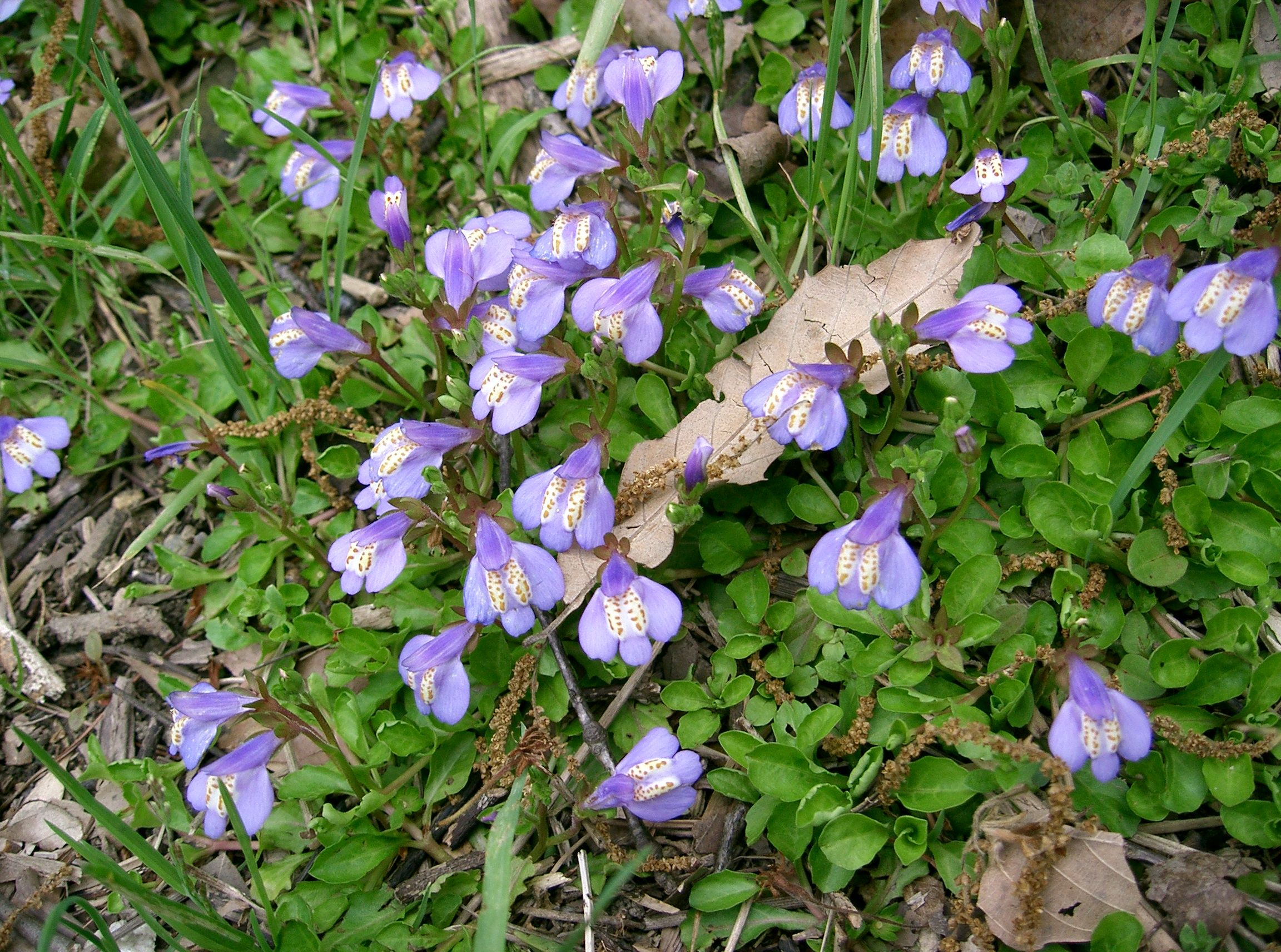
Mazus miquelii
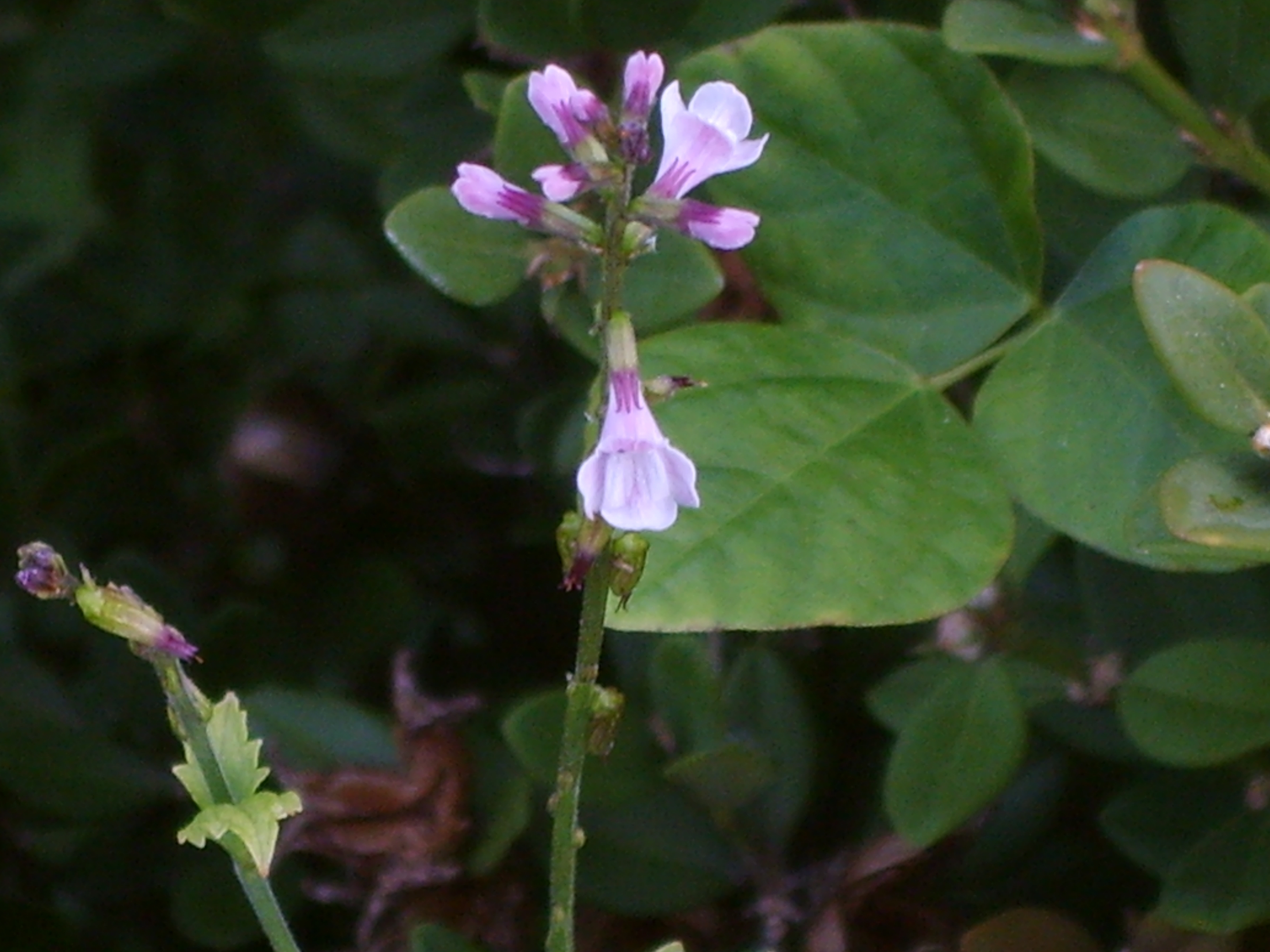
Phryma leptostachya var. asiatica
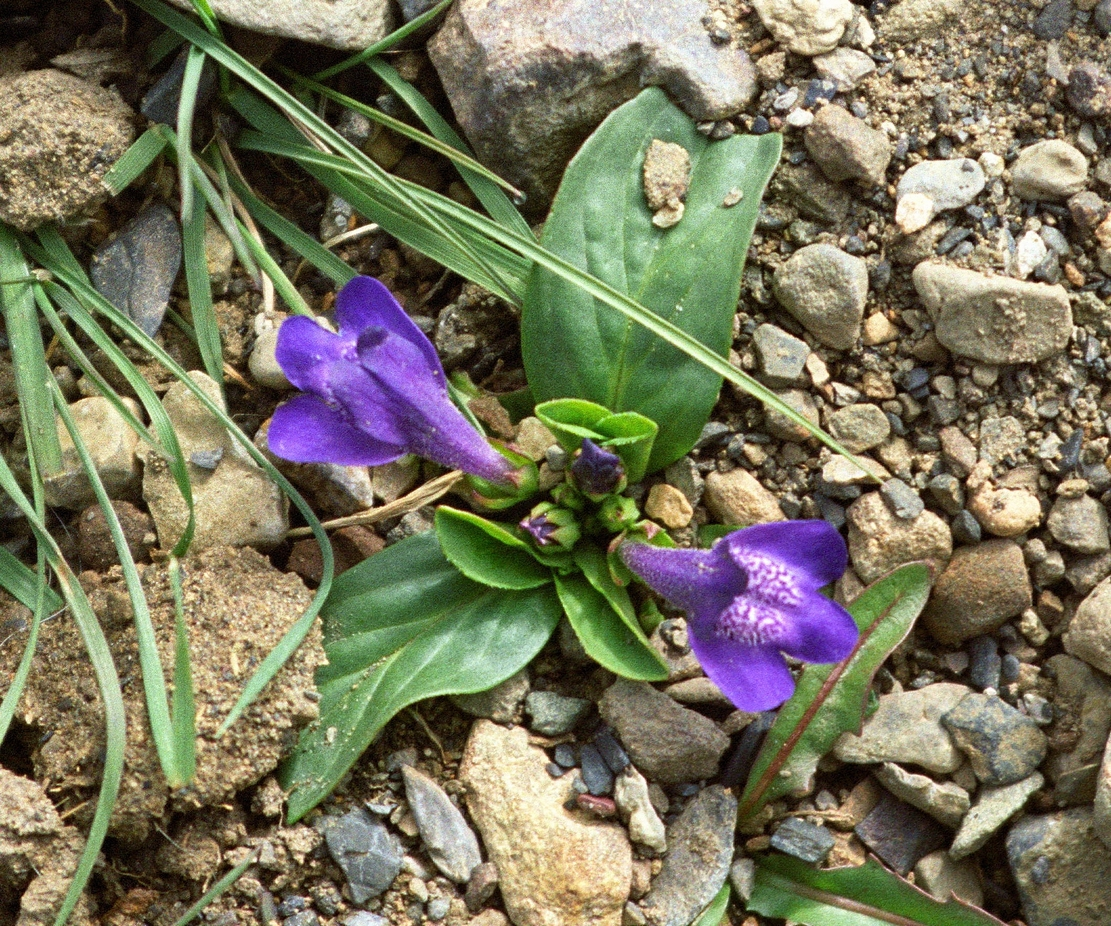
Lancea tibetica
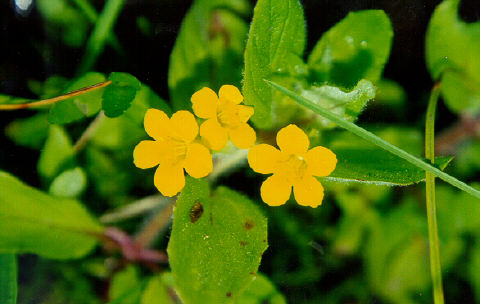
Mimulus moschatus
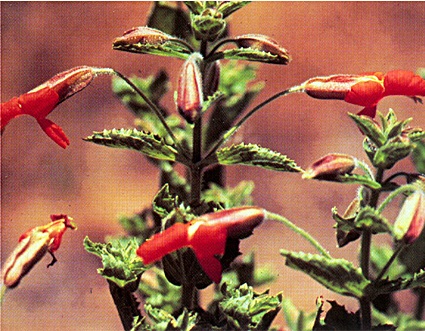
Mimulus cardinalis
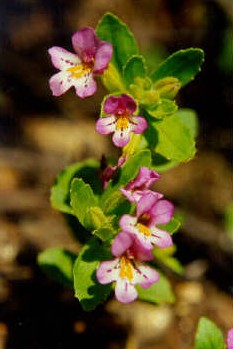
Mimulus clivicola
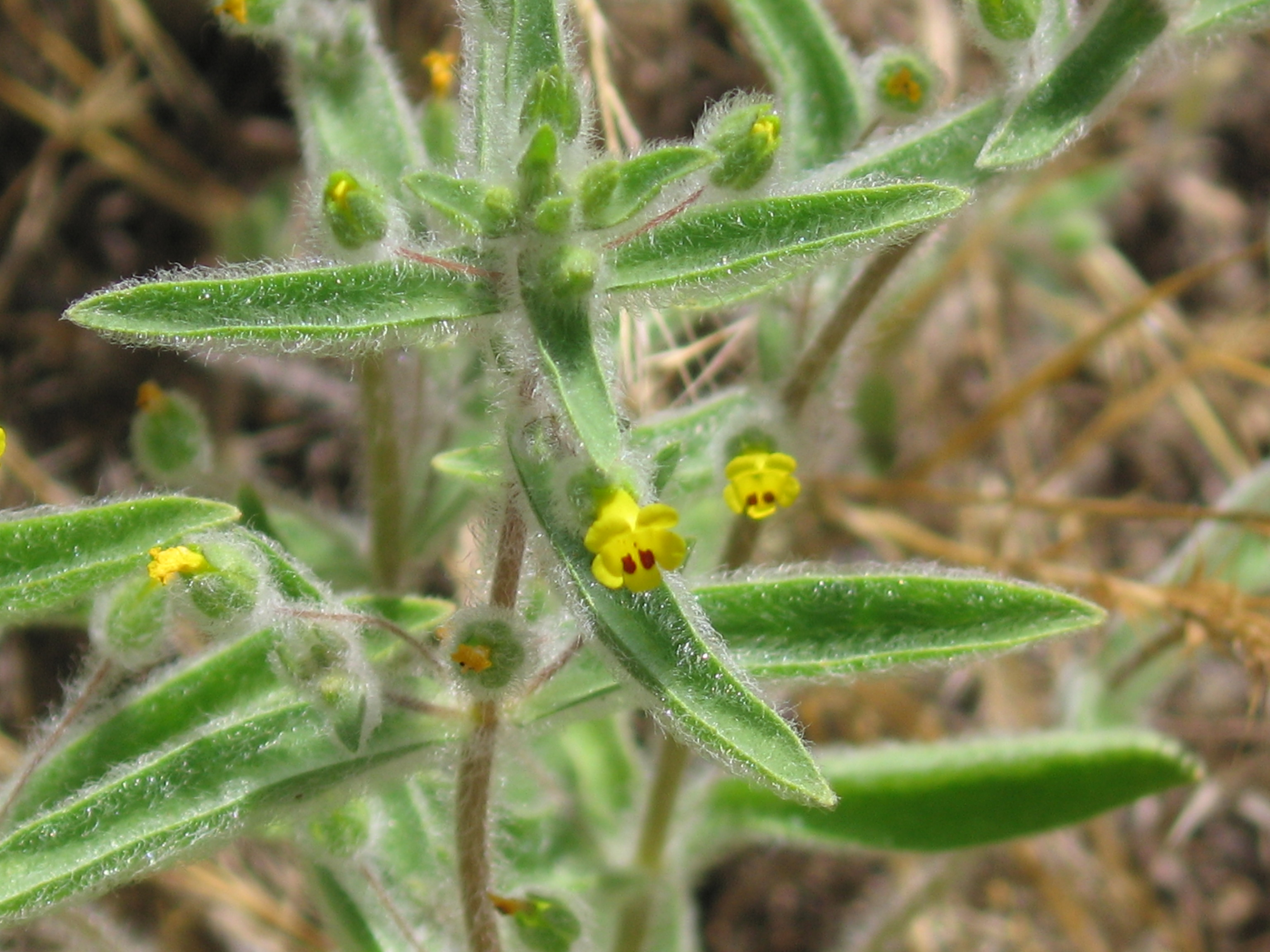
Mimulus pilosus